# 晉康
晋康（1824年—？），字少谷，号安舟、蔗存、柘公、古愚，戴佳氏，满洲镶黄旗人，进士出身，清朝官员。工书法。

## 生平
道光二十九年（1849年）己酉科举人，三十年（1850年）庚戌科二甲进士。翰林院散馆后任编修，咸丰二年（1852年）任翰林院侍讲学士、日講起居注官、文淵閣直閣事，后官至詹事府左春坊左庶子。咸丰三年（1853年）在其父闽浙总督慧成、欽差大臣琦善的扬州江北大營帮办军务与文案，与太常寺少卿雷以諴着前往南河（古代称黄河自今潼关以下由西向东流的一段为南河），巡查黄河口岸（载《清實錄咸豐朝實錄》）。
書摹《王居士砖塔铭》，著《蔗存詩鈔》、《寒松草堂試律》一卷（清光緒十五年（1889）丹陽束氏刻本2冊）。作跋于《王文焘旧藏翁树培、江声考释金石泉币杂缀册二种》（曾由道光二十五年（1845年）乙巳恩科进士宜振之堂弟继振收藏）。曾为内务府镶黄旗汉军进士宜振的家居“蝶园”之西堂作对联（载赵曾望《江南赵氏楹联丛话》）。

## 家族
家族初隶鑲黃旗包衣第一參領第一滿洲佐領，后世袭镶黄旗满洲第二參领第一世管佐领（系康熙十九年（1680）编立，载《钦定八旗通志》）。
- 始祖兌齊（c.1560s-?）。“兌齊，鑲黄旗人，穆克譚巴圖魯同族，世居杭佳地方，國初來歸。其孫……準泰原任二等侍衛，……色赫由包衣佐領征大同……叙功授騎都尉，卒，其姪噶魯襲職，三遇恩詔加至二等輕車都尉，仕至内務府總管兼佐領，卒。……兌齊之元孫海青原任副都統、頭等侍衛兼佐領，加太子太保。……又兌齊之四世孫來文現任二等侍衛，佛倫現任委署領侍衛内大臣。……”（据《八旗滿洲氏族通譜》卷29）。
- 二世祖戴佳氏（c.1580s-?）。
  - 胞兄戴佳氏。其子卓奇，原任司庫；孙女戴佳氏封康熙帝之成妃（即淳度親王允祐之生母）。
  - 胞兄戴佳氏，其子翁愛，護軍參領，授雲騎尉；孙豐柱、全保；孙女戴佳氏嫡福晉嫁豫親王鄂扎。
- 三世祖戴佳氏（c.1600s-?），从龙入关。
  - 胞弟色赫（又色核，兌齊之孙，？-1648），包衣佐领，征战大同、察哈爾、錦州、山海關等，顺治二年（1645）授骑都尉世职（载《钦定八旗通志：镶黄旗满洲世职》卷279），三遇恩诏加至三等轻车都尉。其子塞勒（又色勒），袭世管佐领，顺治十三年（1656）袭骑都尉世职，授二等阿达哈哈番（轻车都尉）兼二等侍卫。孫色克圖，康熙三十年袭骑都尉世职，一等侍卫，袭世管佐领。
  - 同辈：準泰，原任二等侍衛；鄂海，原任佐領。
- 四世祖噶禄（又噶魯，c.1620s-?），顺治五年（1648）袭其叔色赫的骑都尉世职，加至二等轻车都尉，历任头等侍卫、康熙七年至二十七年（1668-1688）总管内务府大臣（卒于任上），康熙帝特授第一任镶黄旗满洲第二參領第一世管佐領（係康熙十九年（1680）編立，载《钦定八旗通志》）。
  - 同辈：米哈納，原任頭等侍衛兼參領；雅圖，原任二等侍衛。
- 五世祖海清（又海青，兌齊之元孙，c.1650s-1710），十几岁即成康熙帝御前侍卫，跟随康熙帝亲征噶尔丹，袭父噶禄的镶黄旗满洲第二參領第一世管佐領，頭等侍衛、副都統，加太子太保，諡果毅，《钦定八旗通志：大臣传七》卷141有传。妻佟佳氏。
  - 胞兄道禪（又道缠），以侍卫授科尔沁公主（固伦纯禧公主）府长使，奉命出使噶爾丹，康熙三十六年（1697）殉难，授雲騎尉世职（载《钦定八旗通志：镶黄旗满洲世职》卷279）。其：
    - 子兵部尚書、領侍衛內大臣恪勤公那蘇圖；妻章佳氏（父鑲黃旗滿洲扁武，祖父二等侍卫海寬；堂姑章佳氏封康熙帝之敬敏皇貴妃、即怡賢親王允祥生母）。孙女戴佳氏封乾隆帝之忻貴妃，又分别嫁内务府镶黄旗满洲完顏氏期成額（父白衣保，祖父翻译家和素），镶黄旗满洲、頭等侍衛、山西巡撫富察氏明興（父正黃旗蒙古都統廣成，姑母富察氏封乾隆帝之孝賢純皇后，祖父一等承恩公李榮保），内务府正黄旗汉军、江蘇布政使署理江蘇巡撫尤氏安寧（父東陵總管內務府大臣豐勝額，兄两淮盐政尤拔世；胞姊妹尤氏，嫁内务府正白旗汉军、热河总管尚福海（孙女尚佳氏封道光帝之豫嬪））。

  - 同辈：塞爾弼，原任三等侍衛。
- 玄祖佛倫（兌齊之四世孙，c.1670s-?），領侍衛内大臣。妻羅氏、覺羅氏。
  - 胞兄來文，袭镶黄旗满洲第二參領第一世管佐領，二等侍衛、雍正三年（1725）护军统领、江寧将軍。妻富察氏（胞兄镶黄旗满洲、西安将军恭勤公傅良，父文穆公馬齊，母戴佳氏）。子奇秀，袭镶黄旗满洲第二參領第一世管佐領。
  - 胞兄戴鶴（又戴豪、岱豪），由正白旗满洲副都統征準噶爾，殉难，授骑都尉，入祀功臣庙（载《钦定八旗通志：八旗祀典二》卷82）。其子窩克精額。
- 高祖圖炳阿（又圖爾秉阿，c.1700s-?），原任六品官。妻鈕祜祿氏（父鑲黃旗滿洲棠保住，先祖户部尚書車爾格、一等弘毅公額亦都）。
  - 胞兄扎爾杭阿，二等侍衛侍衛班領兼佐領。
  - 胞兄圖拉（又圖喇），三等侍衛。妻愛新覺羅氏（父順承恪郡王熙良，祖父順承親王錫保）。
- 曾祖富森布（c.1730s-?），乾隆二十一年（1756）丙子科举人（时隶镶黄旗满洲奇秀佐领下），詹事府少詹事。妻王氏。
- 祖父嵩齡（字輿九，c.1760s-?），乾隆五十一年（1786）丙午科举人，四川按察使，善书法。妻覺羅氏（父正藍旗滿洲、乾隆四十年（1775）乙未科进士覺羅長麟；胞兄覺羅懷新娶馮佳氏（父内务府镶黄旗汉军、乾隆三十五年（1770）庚寅科舉人延福，祖父文淵閣大學士文肅公英廉）；胞姊覺羅氏嫁正黃旗滿洲、道光元年（1821）辛巳恩科舉人棟鄂氏瑞元（父乾隆三十七年（1772）壬辰科进士铁保））、棟鄂氏（父正黄旗满洲、乾隆三十七年（1772）壬辰科进士铁保）、何氏。
- 伯祖父嵩瞻（c.1760s-?）。妻愛新覺羅氏（父三等侍衛、正藍旗宗室敦福（1735-1785），祖父三等侍衛宗室隆靄，曾祖多羅僖敏貝勒海善，高祖恭親王常寧即順治帝第五子；伯祖父宗室祿穆布，其後代有道光十八年（1838）戊戌科進士傳臚宗室靈桂；胞叔二等侍衛宗室存誠，系光緒九年（1883）癸未科榜眼宗室壽耆之高祖；堂姊愛新覺羅氏，嫁鑲黃旗滿洲富察氏明義，明義著有《綠煙鎖窗集》，其父一等襄烈伯傅清，姑母富察氏封乾隆帝之孝賢純皇后）。其：
  - 子裕慶（c.1790s-?）。妻爱新觉罗氏（胞兄镶红旗宗室、道光三年（1823）癸未科三甲進士華德（字鑑堂，号建堂，1789-1847），父宗室碩臣，胞叔三等侍衛宗室敦慧，祖父头等侍卫宗室額爾赫宜（字墨香）；伯祖父宗室瑚玐，其子宗室敦敏、敦誠）。
  - 子裕英（又玉瑛，字純齋，1800-？），道光十一年（1831）辛卯恩科舉人，詹事府主簿，著有《纯斋诗录》（同治十三年（1874）刻本，镶白旗宗室进士盛昱序）。孙广林（字树斋），妻曹氏（胞兄正红旗汉军、同治十三年（1874）甲戌科進士保昌，表兄正蓝旗汉军、光緒二年（1876）丙子恩科進士胡俊章；晋康与胡俊章的胞叔吉惠及胡俊章好友俞樾二甲进士同榜）。曾孙女戴佳氏，嫁鑲紅旗滿洲、光緒二十年（1894）甲午科進士棟鄂氏續緜。
  - 子鶴鑑、裕常。
  - 女戴佳氏，嫁胞兄裕慶之妻兄、镶红旗宗室、道光三年（1823）癸未科三甲進士華德。其子道光二十一年（1841）辛丑科三甲進士宗室秀平，孙同治十三年（1874）甲戌科二甲進士宗室良貴。
- 父慧成（1803-？；生母何氏），道光十六年（1836）丙申恩科进士，官至闽浙总督[4][5]。母瓜爾佳氏（父鑲白旗滿洲額森保，祖父西安將軍興奎；姑母瓜爾佳氏，嫁道光五年乙酉科举人、正藍旗宗室寬綿，其祖父乾隆十三年（1748）戊辰科進士宗室平太）。
- 姑母戴佳氏，嫁正紅旗滿洲伊爾根覺羅氏文都（其父雲南騰越鎮總兵世泰，祖父乾隆四年（1739）己未科繙譯進士文敬公三寶；姑母一伊爾根覺羅氏嫁镶蓝旗鄭恭親王積哈納，姑母二伊爾根覺羅氏嫁禮親王昭槤；胞兄一道光三十年（1850）庚戌科进士伍堯氏來秀（原名伊爾根覺羅氏文錦），其养父內務府正黃旗蒙古、嘉慶十六年（1811）辛未科進士伍堯氏桂馨，养母索綽絡氏（父內務府正白旗滿洲、乾隆五十八年（1793）癸丑科進士英和），养祖父道光十六年（1836）丙申恩科進士法式善；胞兄二伊爾根覺羅氏文璲，娶伍堯氏（父嘉慶十六年（1811）辛未科進士桂馨））。
- 胞兄晉勳、晉翼、晉度。
- 胞姊戴佳氏，嫁正蓝旗奉国将军載疇（父宗室奕順，祖父宗室綿仲，曾祖不入八分輔國公永琨，高祖和恭親王弘晝、雍正帝第五子）。
- 妻愛新覺羅氏。
- 子鄂桂、鄂榕。
- 女戴佳氏，嫁正紅旗輔國公載勤为正妻（1867-？；父都察院左副都御史宗室奕杕，祖父宗室綿峻，曾祖宗室永珔，高祖愉恭郡王弘慶，玄祖愉恪郡王允禑即康熙帝第十五子。載勤继妻色克图氏乃内务府正白旗满洲、总管内务大臣师曾侄女、諾敏 (乾隆進士) 玄孙女[6]。